# Nowe Rębieskie
Nowe Rębieskie [pronunciación en polaco: /ˈnɔvɛ rɛmˈbjɛskʲɛ/] es un pueblo ubicado en el distrito administrativo de Gmina Zduńska Wola, dentro del condado de Zduńska Wola, voivodato de Łódź, en el centro de Polonia.  Se encuentra aproximadamente a 10 kilómetros al noroeste de Zduńska Wola y a 44 kilómetros al oeste de la capital regional, Łódź.